# فابیانو کوستا
فابیانو کوستا (انگلیسی: Fabiano؛ زادهٔ ۶ آوریل ۱۹۷۸) بازیکن فوتبال اهل برزیل است که که آخرین بار در پست هافبک برای «کینزه د پیراسیکابا» بازی کرد.
فابیانو که در ماریلیا برزیل به دنیا آمد، کار حرفه‌ای خود را با سائو پائولو در سال ۱۹۹۶ آغاز کرد و تا سال ۲۰۰۱ در آنجا ماند و بعد از آن به پرتغال رفت.
وی همچنین در تیم ملی فوتبال برزیل بازی کرده‌است.